# Jekaterinburgs tunnelbana

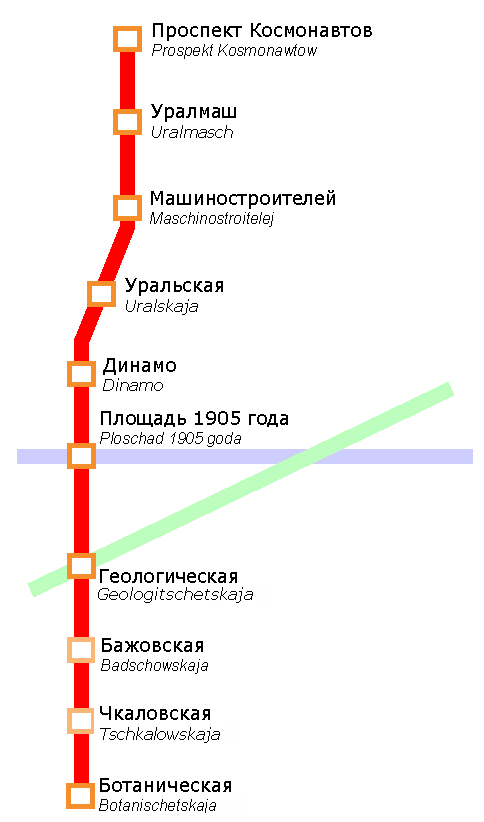
Karta över tunnelbanan. (Öppnandet av stationen Бажовская (Bazjovskaja) har skjutits upp på obestämd tid)

Jekaterinburgs tunnelbana, (ryska: Екатеринбургский Метрополитен), är ett tunnelbanesystem i staden Jekaterinburg i Ryssland. Den första linjen (linje 1) öppnades 1991 och består av 9 stationer.